# 秋田県道161号土崎停車場線
秋田県道161号土崎停車場線（あきたけんどう161ごうつちざきていしゃじょうせん）は、秋田県秋田市を通る一般県道である。

## 概要
JR東日本 奥羽本線 土崎駅を起点とし、西へ約0.5キロメートル先の国道7号交点に至る短距離路線である。全線が都市計画道路である。

### 路線データ
- 総延長 : 0.476 km[2]
- 実延長 : 0.476 km[2]
- 起点 : 秋田県秋田市土崎港中央6丁目16番（土崎駅）[3]北緯39度45分29.65秒 東経140度4分22.61秒
- 終点 : 秋田県秋田市土崎港中央5丁目4番1（土崎公民館入口交差点、国道7号交点）[3]北緯39度45分27.31秒 東経140度4分3.34秒
- 未供用区間 : なし[2]

## 歴史
- 1959年（昭和34年）2月17日 - 秋田県道に認定される[3]。

## 路線状況

### 都市計画道路
以下の都市計画道路と路線が重複する。
- 土崎駅前線

### 冬期閉鎖区間
- なし[4]

### 交通不能区間
- なし[5]

## 地理

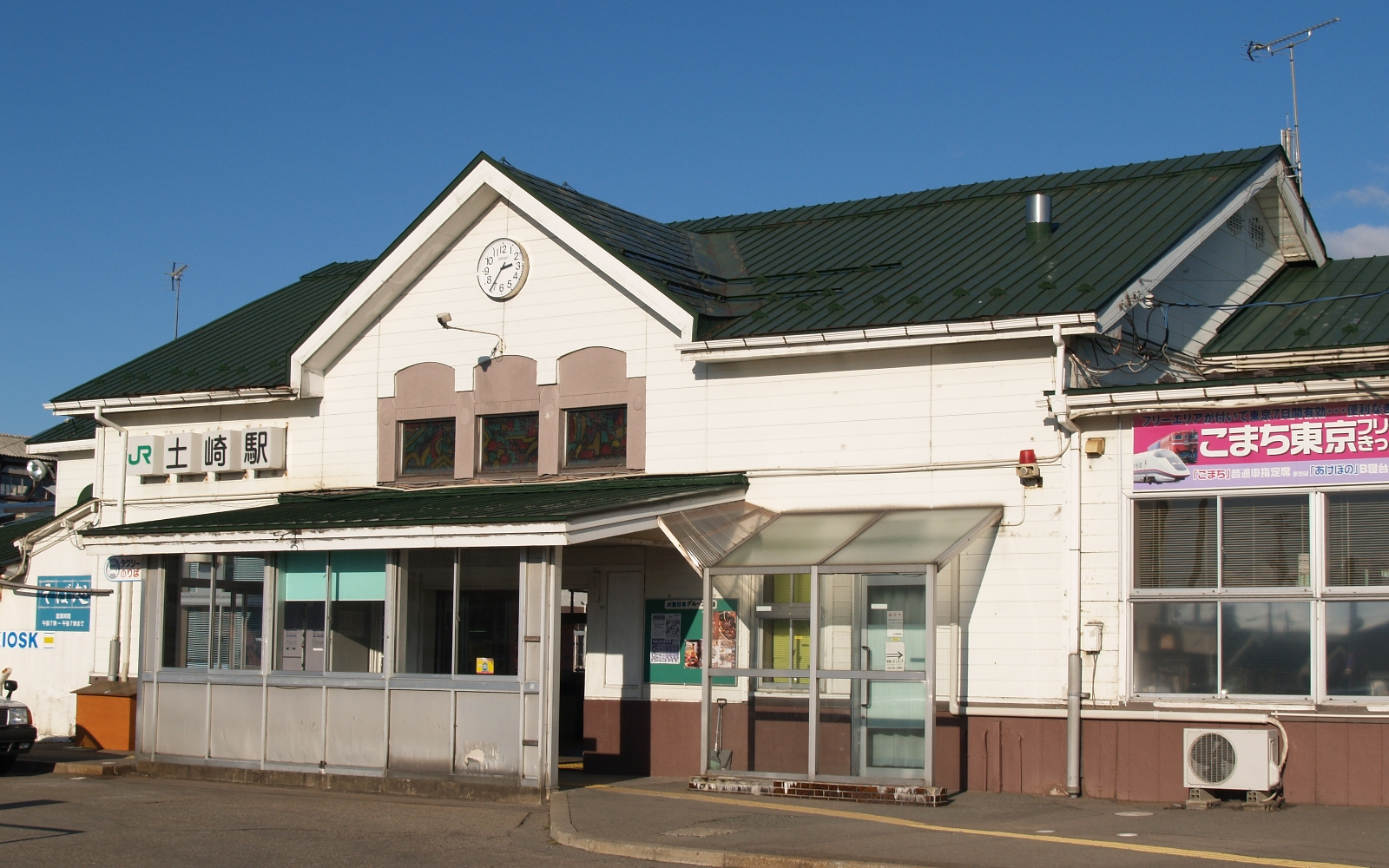
土崎駅

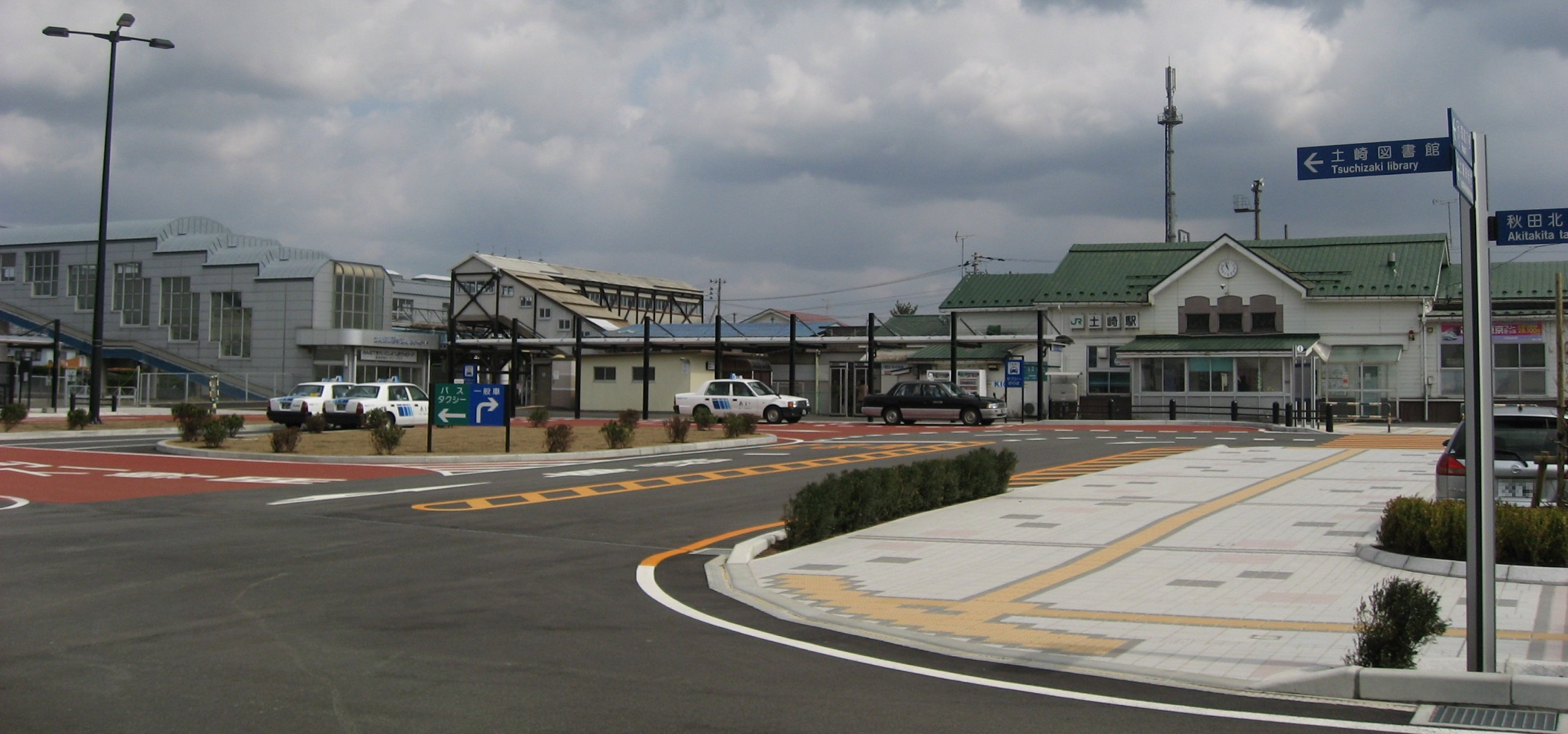
駅前広場（2010年3月22日）

### 交差する道路
| 施設名               | 接続路線名                                                     | 備考 | 所在地                |
| -------------------- | -------------------------------------------------------------- | ---- | --------------------- |
| 〈土崎駅〉           |                                                                | 起点 | 秋田市土崎港中央6丁目 |
| 土崎公民館入口交差点 | 国道7号 （=国道101号・国道285号・秋田県道56号秋田天王線 重複） | 終点 | 秋田市土崎港中央5丁目 |

### 沿線の施設
- JR東日本 奥羽本線 土崎駅
- 土崎神明社